# Riso e Ritmo
Riso e Ritmo foi um programa de humor emitido pela RTP, canal público de televisão portuguesa, entre os anos de 1965 e 1969, tendo autoria e produção de Francisco Nicholson e Armando Cortez e realização de Luís Andrade.
Idealizado e protagonizado por Francisco Nicholson e Armando Cortez, este programa teve com a presença de Duo Ouro Negro, Trio de Eugénio Pepe, Conjunto os Sheiks, Orquestra Jorge Costa Pinto, Iolanda Braga, Ana Teresa, Lenita Gentil, Natércia Maria, Marina, António Calvário, Florbela Queiroz, Francisco Nicholson, Armando Cortez, Grupo Bailado RR Dancers… O humor utilizado neste programa era o "non-sense"

## Ligações Externas
- IMDB (em inglês)